# Broncos de Santa Clara
Les Broncos de Santa Clara (en anglais : Santa Clara Broncos) sont un club omnisports universitaire de l'université de Santa Clara situé à Santa Clara en Californie. Les équipes des Broncos participent aux compétitions universitaires organisées par la National Collegiate Athletic Association. Les équipes de l'université évoluent au sein de la West Coast Conference. 

## Sports représentés
| Hommes (9)                               | Femmes (11)      |
| Athlétisme†                              | Athlétisme†      |
| Aviron                                   | Aviron           |
| Baseball                                 | Basket-ball      |
| Basket-ball                              | Beach Volleyball |
| Cross-country                            | Cross-country    |
| Golf                                     | Golf             |
| Soccer                                   | Soccer           |
| Tennis                                   | Softball         |
| Water-polo                               | Tennis           |
| 0                                        | Volley-ball      |
| 0                                        | Water-polo       |
| † – Athlétisme en salle et en plein air. |                  |
| Football américain (jusqu'en 1992)       |                  |

## Palmarès

### Football américain
- Champions de conférence :

Santa Clara a remporté deux titres de conférence dont deux partagés (†) :
| Saison | Conférence | Entraîneur        | Bilan global (V-D-N) | Bilan de conférence (V-D-N) |
| ------ | ---------- | ----------------- | -------------------- | --------------------------- |
| 1983†  | WFC (en)   | Pat Malley (en)   | 6–4–0                | 2–1–0                       |
| 1985†  | WFC (en)   | Terry Malley (en) | 8–2–1                | 4–0–1                       |
- Bowls :

Santa Clara a participé à trois bowls avec un bilan de trois victoires.
| Saison | Entraîneur        | Bowl                  | Adversaire           | Résultat |
| ------ | ----------------- | --------------------- | -------------------- | -------- |
| 1936   | Buck Shaw (en)    | Sugar Bowl 1937 (en)  | Tigers de LSU        | G, 21–14 |
| 1937   | Buck Shaw (en)    | Sugar Bowl 1938 (en)  | Tigers de LSU        | G, 6–0   |
| 1949   | Len Casanova (en) | Orange Bowl 1950 (en) | Wildcats du Kentucky | G, 21–13 |

### Palmarès des autres sports
| Compétitions nationales | Tournois |
| --- | --- |
| Section masculine - College World Series - Finaliste : 1962 - Championnat de la NCAA de soccer (1) - Vainqueur : 1989. - Finaliste : 1991 et 1999. Section féminine - Championnat de la NCAA de soccer (2) - Vainqueur : 2001, 2020. - Finaliste : 2002. | Section masculine - Tournoi de la WCC de basket-ball (en) (2) - Vainqueur : 1987 et 1993. - Finaliste : 1988, 1989, 1999, 2001 et 2007. Section féminine - Tournoi de la WCC de basket-ball (en) (3) - Vainqueur : 1992, 1998 et 2005. - Finaliste : 1993, 2002, 2003 et 2006. |